# Rettungsmesser

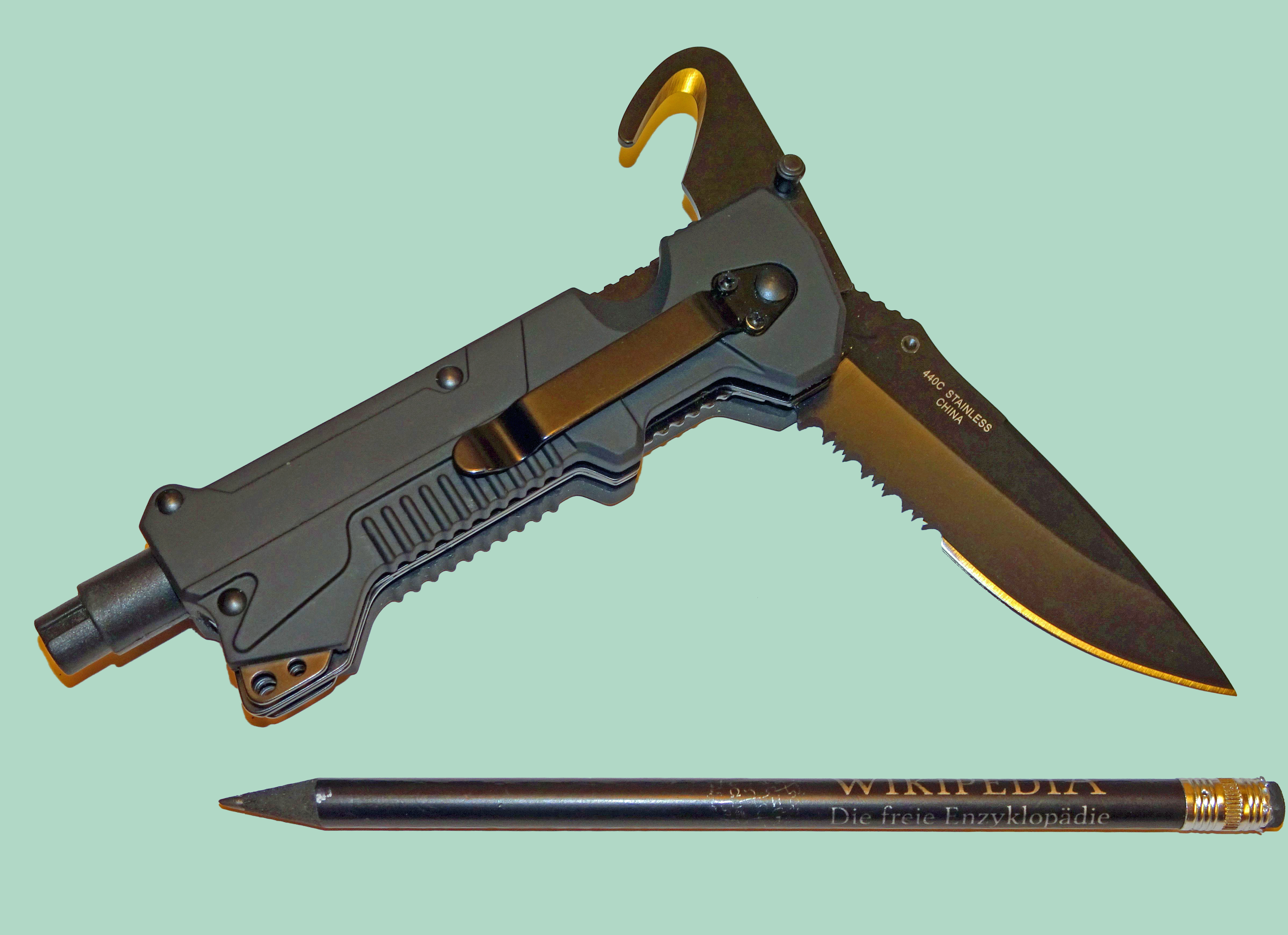
Rettungsmesser mit Gurtmesser (oben), Federkörner (links), Klinge und LED-Leuchte (im Griff integriert). Klingenlänge: 8,3 cm. Es handelt sich um ein Einhandmesser mit Liner-Lock.

Rettungsmesser sind Spezialmesser zur Suche und Rettung von Opfern in Notfällen mit kurzen, stabilen Klingen, teilweise Sägeschliff, akustischen und optischen Hilfen (kleinen Leuchten und/oder Pfeifen), und starren oder klappbaren Klingen. In vielen Fällen besitzen sie eine abgerundete oder eine mit Gummi überzogene Spitze, um zu rettende Opfer nicht zu verletzen. Sogenannte Gurtschneider sind gleich so konstruiert, dass die Schneide vertieft im Messer liegt und nicht versehentlich erreicht werden kann.
Ergänzt werden diese Messer meist durch einen Schlagdorn oder Federkörner, um Scheiben zersplittern zu können und so als Nothammer zu fungieren.

## Rechtslage in Deutschland
Handelt es sich um Einhandmesser (Messer mit einhändig feststellbarer Klinge), gelten unter anderem in Deutschland spezielle Vorschriften, was das grundsätzlich verbotene Führen angeht. Das Messer wird geführt, wenn die tatsächliche Gewalt über es außerhalb der eigenen Wohnung, Geschäftsräume oder des eigenen befriedeten Besitztums, also auch im PKW ausgeübt wird. Das Führen eines Einhandmessers ist jedoch dann erlaubt, wenn ein berechtigtes Interesse, u. a. insbesondere im Zusammenhang mit der Berufsausübung besteht. Für bestimmte Typen von Rettungsmessern gilt, dass das deutsche Bundeskriminalamt sie nicht mehr als Waffen, sondern als Werkzeuge einstuft.